# Поляк, Сергей Фёдорович
Сергей Фёдорович Поляк (укр. Поляк Сергій Федорович) (род. 23 июля 1975, Чернигов — 1 марта 1994, Одесса) — украинский художник, лауреат международных литературно-художественных премий.

## Биография
Родился 23 июля 1975 года в городе Чернигове в семье Фёдора Александровича и Софии Гавриловны Поляк. Отец работал мастером по ремонту часов, мать трудилась начальником цеха на Черниговском заводе химического волокна. Учился в черниговских средних школах № 6 и № 20, а также — в Черниговской детской художественной школе.
Рано проявил свою творческую индивидуальность. Позже поступил в Одесское художественное училище имени М. Б. Грекова.
Умер 1 марта 1994 года в Одессе.

## Творчество
Работы Сергея Поляка хранятся в Черниговском областном художественном музее имени Г. Галагана, Черниговской детской художественной школе, а также в его семье.
Среди творческого наследия С. Поляка особого внимания заслуживает его триптих.
По словам писателя и журналиста Сергея Дзюбы, творчество художника известно за пределами Украины — в России, Беларуси, США, Канаде, Германии, Австралии, Бразилии, Словакии и других государствах.
«Жизнь Сергея была короткой, но яркой. Ведь его картины — это работы зрелого Мастера. Полотна, написанные в 1991—1994 годах, когда он учился в Одесском художественном училище, свидетельствуют о его высочайшем профессиональном уровне. Это — и натюрморты, и пейзажи, работы с натуры, остропсихологические» — рассказывает директор Черниговского художественного музея Ирина Ральченко.
«Мерилом судьбы является не количество прожитых лет, а то, что осуществил человек в этом мире. У людей, озарённых искрой Божьей, жизнь — нередко, словно удивительная звезда, которая лучисто вспыхивает на небосводе и, стремительно промчав Млечным Путём, падает на Землю. У избранных — свой отрезок времени. Им нужно многое успеть, путешествуя путями совершенства. Именно такой была судьба черниговца Сергея Поляка, жизнь и творчество которого — словно полотенце, вышитое красным и чёрным. Красное — это любовь отца и матери — Фёдора Александровича и Софии Гавриловны, сделавших всё возможное, чтобы его талант развился и расцвёл. Это — учителя, отдавшие, вместе со знаниями, и частичку своей души. Это — друзья, которых он так искренне любил и которым всегда старался сделать что-нибудь приятное. Чёрное — это те тяжёлые, а порой и страшные вопросы, мучившие его и понуждающие давать ответы в своих работах — глубоко философских, пронзительно трагических, как и его преждевременная смерть», — отмечает писатель Сергей Дзюба.

## Награды
- Лауреат Международной литературной премии имени Николая Гоголя «Триумф» (2009)[4];
- Лауреат Международной литературной премии имени Григория Сковороды «Сад божественных песен» (2010)[5];
- Лауреат Международной премии в области литературы и искусства имени Пантелеймона Кулиша (2012)[6].